# Uritorco
Der Cerro Uritorco ist mit 1949 Metern der höchste Berg der Sierra Chica, einem Gebirgszug in den Sierras de Córdoba (zentrales Argentinien). An seinem Fuß liegt die Stadt Capilla del Monte mit gut 12.000 Einwohnern im Valle de Punilla in der Provinz Córdoba.
Uritu urqu bedeutet im argentinischen Quechua „Papageienberg“. 
Der Berg ist in Privatbesitz von Sonia Beatriz Anchorena de Crotto aus einer der reichsten Familien Argentiniens; für seine Besteigung wird Eintritt verlangt.